# Todd Simon
Todd Simon (* 21. April 1972 in Toronto, Ontario) ist ein ehemaliger kanadischer Eishockeyspieler, der vier Spielzeiten in der Deutschen Eishockey Liga aktiv war.

## Karriere
Simon begann seine Karriere 1989 in der kanadischen Juniorenliga Ontario Hockey League bei den Niagara Falls Thunder. Dort spielte er bis 1992 und war in dieser Zeit einer der besten Scorer der Liga. So erzielte er in der Saison 1991/92, die zugleich seine letzte war, in 83 Partien 187 Scorerpunkte. Während des NHL Entry Draft 1992 wurde er von den Verantwortlichen der Buffalo Sabres in der neunten Runde an insgesamt 203. Position ausgewählt. 
Der Rechtsschütze wechselte im Sommer 1992 in die National Hockey League zu den Sabres, die ihn allerdings überwiegend in deren damaligen Farmteam, den Rochester Americans, in der American Hockey League einsetzten. Während der vier Jahre, die er bei den Sabres aktiv war, kam er auf lediglich 20 Einsätze in der NHL. Nachdem er zum Ende der Saison 1994/95 keinen neuen Vertrag mehr erhalten hatte, schloss er sich zunächst den Las Vegas Thunder aus der International Hockey League an, für die er folglich 52 Partien absolvierte und dabei 74 Mal punkten konnte.
Weitere Karrierestationen in den folgenden vier Jahren, waren die Detroit Vipers und die Cincinnati Cyclones aus der IHL, ehe er zur Saison 2000/01 in die Deutsche Eishockey Liga zu den Moskitos Essen wechselte. Bereits in seiner ersten Spielzeit gehörte er beim ESC zu den teamintern besten Scorern und erzielte in 54 Spielen 59 Punkte. Nach einer weiteren Saison in Essen und einer bei den Hannover Scorpions, unterschrieb er 2003 einen Kontrakt beim damaligen Zweitligisten Grizzly Adams Wolfsburg.
Mit den Wolfsburgern stieg Simon 2004 nach einem Play-off-Final-Sieg gegen die Landshut Cannibals in die DEL auf. Im Sommer 2008 beendete Todd Simon seine Karriere, nachdem er in der Spielzeit 2007/08 für die HC Milano Vipers gespielt hatte.

## Erfolge und Auszeichnungen
- 1992 Eddie Powers Memorial Trophy
- 1992 Red Tilson Trophy
- 1996 IHL First All-Star Team